# 科尔内多维琴蒂诺
科尔内多维琴蒂诺（義大利語：Cornedo Vicentino），是意大利威尼托大区维琴察省的一个市镇。总面积23平方公里，人口11967人，人口密度520.3人/平方公里（2009年）。国家统计（ISTAT）代码为024034。

## 友好城市
- 巴西索布拉迪紐 2002年